# Canton de Courbevoie-Sud
Le canton de Courbevoie-Sud est une ancienne division administrative française située dans le département des Hauts-de-Seine et la région Île-de-France.
Dans le cadre du redécoupage cantonal de 2014 en France, les deux cantons de Courbevoie Nord et Sud, ainsi que d'autres, ont été supprimés, pour permettre la création des nouveaux Courbevoie-1 et de Courbevoie-2.

## Histoire

### Département de laSeine
Le canton de Courbevoie du département de la Seine (arrondissement de Saint-Denis), comprenant les sept communes d'Asnières-sur-Seine, Colombes, Courbevoie, Gennevilliers, Nanterre, Puteaux et Suresne,,, a été créé  par l'ordonnance du 1er mars 1829 qui transfère à Courbevoie le chef-lieu de l’ancien canton de Nanterre,.
Un redécoupage cantonal du département de la Seine intervient en 1893, et le canton de Courbevoie est alors constitué des deux communes de Courbevoie et Colombes, avant d'être scindé par la loi du 14 avril 1908, afin de créer le canton de Colombes. Le canton de Courbevoie n'est désormais constitué que de cette commune.
Il est supprimé lors de la création du département des Hauts-de-Seine, afin de permettre notamment la création des cantons de Courbevoie-Sud et de Courbevoie-Nord.

### Département desHauts-de-Seine
Dans le cadre de la mise en place du département des Hauts-de-Seine, le canton de Courbevoie-Sud, comprenant lune partie de la commune de Courbevoie, est créé par le décret du 20 juillet 1967.
Un nouveau découpage territorial des Hauts-de-Seine entre en vigueur à l'occasion des premières élections départementales suivant le décret du 26 février 2014. Les conseillers départementaux sont, à compter de ces élections, élus au scrutin majoritaire binominal mixte. Les électeurs de chaque canton élisent au Conseil départemental, nouvelle appellation du Conseil général, deux membres de sexe différent, qui se présentent en binôme de candidats. Les conseillers départementaux sont élus pour 6 ans au scrutin binominal majoritaire à deux tours, l'accès au second tour nécessitant 12,5 % des inscrits au 1er tour. En outre la totalité des conseillers départementaux est renouvelée. Ce nouveau mode de scrutin nécessite un redécoupage des cantons dont le nombre est divisé par deux avec arrondi à l'unité impaire supérieure si ce nombre n'est pas entier impair, assorti de conditions de seuils minimaux. Dans les Hauts-de-Seine, le nombre de cantons passe ainsi de 45 à 23.
Dans ce cadre, les cantons de Courbevoie-Sud, de Courbevoie-Nord, de Puteaux, d'Asnières-sur-Seine-Nord et d'Asnières-sur-Seine-Sud sont supprimés, afin de permettre la création des cantons de Courbevoie-1, Courbevoie-2 et d'Asnières.

## Administration

### Conseillers généraux de la Seine (1860 à 1945)
Conseillers généraux de l'ancien canton de Courbevoie :
| Période                                  | Période                     | Identité                               | Étiquette           | Qualité |
| ---------------------------------------- | --------------------------- | -------------------------------------- | ------------------- | --- |
| Les données manquantes sont à compléter. |                             |                                        |                     | |
| 1860                                     | 1870 (décès)                | Jean-Baptiste Sanson de Pongerville    |                     | Homme de lettres Membre de l’Académie Française (1830 → 1870) Maire de Nanterre (1832 → 1835) Conseiller nommé par l'Empereur Napoléon III Propriétaire Rue Taranne |
| 15 octobre 1871                          | 1878                        | François Joseph Lesage (1827-)         | Républicain radical | Chef de bureau au chemin de fer de l'Ouest, Asnières |
| 1878                                     | 1884                        | Auguste Hyacinthe Blanche (1825-1885)  |                     | Directeur d'une teinturerie, maire de Puteaux (1872-1880) |
| 1884                                     | 1886 (démission)            | Louis Edouard Victor Weber (1855-1891) |                     | Docteur en médecine à Asnières, conseiller d'arrondissement |
| 1886                                     | 1896                        | Auguste Bailly (1826-1900)             | Républicain         | Ancien secrétaire général de l'administration de l'Assistance Publique Maire de Courbevoie (1878 → 1888)                                                            |
| 1896                                     | 1898 (démission)            | Stanislas Ferrand                      | Nationaliste        | Architecte Député de la Seine (1898-1902) |
| 1898                                     | 1900                        | Louis Parisot (1859-?)                 | Socialiste          | Scientifique (chimiste) à Courbevoie |
| 1900                                     | 1904                        | Joseph Menin (1858-?)                  | Nationaliste        | Dessinateur, propriétaire à Courbevoie |
| 1904                                     | 1908                        | Louis Parisot                          | Socialiste          | Scientifique (chimiste) à Courbevoie |
| 1908                                     | 1919                        | Léon Boursier (1853-?)                 | Rad.                | Maire de Courbevoie (1896 → 1908) |
| 1919                                     | 1925                        | Henri Jupin (1870-?)                   | RG                  | Arbitre rapporteur au Tribunal de commerce Conseiller municipal de Courbevoie                                                                                       |
| 1925                                     | 1929                        | Charles Chapelain (1878-?)             | SFIO                | Instituteur Conseiller municipal de Courbevoie |
| 1929                                     | 1940 maintenu jusqu'en 1944 | Julien Roger (1863-1953)               | RG                  | Ancien fonctionnaire |
|                                          |                             |                                        |                     | |
| 1945 Décret du 12 mars 1945              | 1945                        | Marcel Bidegaray (1898-1987)           | SFIO                | Docteur en médecine à Courbevoie |

### Conseillers généraux de la période 1945 à 1967 (département de la Seine)

#### 1945 à 1953: secteur Saint-Denis-Ouest
Sont élus :
- Marcel Bidegaray, SFIO, médecin, ancien maire adjoint (1944-1945) de Courbevoie.
- Jean Estier, PCF, directeur commercial, ancien adjoint (1944-1945) au maire de Courbevoie.
- Gabriel Ferrier, MRP, conseiller municipal de Courbevoie.

#### 1953 à 1959: secteur n°3
Sont élus :
- Marcel Bidegaray, SFIO
- Roger Guérin, PCF, ajusteur-outilleur de précision, ancien déporté, conseiller municipal de Courbevoie (1947-1965).

#### 1959 à 1967
- 8ème secteur de la Seine (Courbevoie-Ouest) : Roger Guérin, PCF
- 9ème secteur de la Seine (Courbevoie-Est) : Victor Segouin, UNR, employé aux chantiers navals, Courbevoie.

### Conseillers généraux des Hauts-de-Seine (1967 à 2015)
| Période | Période | Identité                 | Étiquette    | Qualité                                                                                      |
| ------- | ------- | ------------------------ | ------------ | -------------------------------------------------------------------------------------------- |
| 1967    | 1985    | Roger Guérin (1912-2004) | PCF          | Ajusteur outilleur de précision Conseiller général du canton de Courbevoie (1953 → 1967)     |
| 1985    | 1998    | Charles Deprez           | UDF puis RPR | Gérant de sociétés Maire de Courbevoie (1959 → 1995) Député des Hauts-de-Seine (1967 → 1988) |
| 1998    | 2011    | Yolande Deshayes         | RPR puis UMP | Adjointe au maire de Courbevoie                                                              |
| 2011    | 2015    | Jean-André Lasserre      | PS           | Cadre Ancien conseiller du 20ème arrondissement de Paris Conseiller municipal de Courbevoie  |

## Composition
Le canton de Courbevoie-Sud recouvrait, aux termes du décret de 1967 et selon la toponymie de l'époque, la partie de la commune
de Courbevoie délimitée au Nord « par l'axe de l'avenue Marceau, la ligne de chemin de fer (jusqu'au boulevard de Verdun) et l'axe du boulevard de Verdun, jusqu'à la Seine ».
Le surplus de la commune était inclus dans le canton de Courbevoie-Nord.
| Communes                    | Population (2012) | Code postal | Code Insee |
| --------------------------- | ----------------- | ----------- | ---------- |
| Courbevoie, commune entière | 85 054            | 92 400      | 92 026     |

## Démographie
| 1968 | 1975 | 1982 | 1990   | 1999   | 2006   | 2011   | 2012   |
| ---- | ---- | ---- | ------ | ------ | ------ | ------ | ------ |
| -    | -    | -    | 37 911 | 41 343 | 53 129 | 55 758 | 54 449 |

## Pour approfondir